# Billboardlistans förstaplaceringar 2010

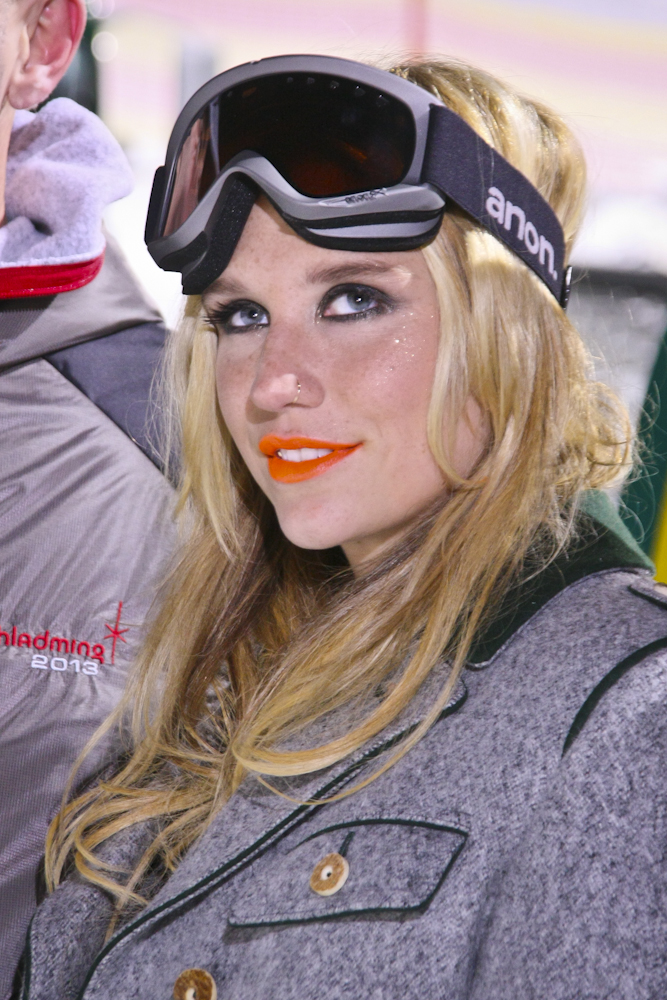
Kesha

Billboardlistans förstaplaceringar 2010 innebar att nio olika artister fick sin första singeletta i USA, som huvudartist eller "featuring": Kesha, Taio Cruz, B.o.B, Bruno Mars, will.i.am, Far East Movement, The Cataracs, Dev, och Drake.
Usher blev först att toppa listan under 1990-talet, 2000-talets första decennium, och 2010-talet, då "OMG" toppade och blev hans nionde singeletta i USA.

## Listhistorik

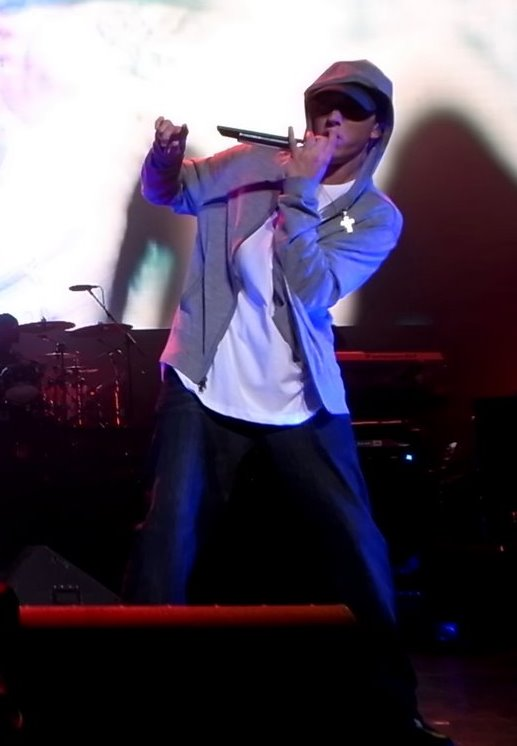
Eminem.

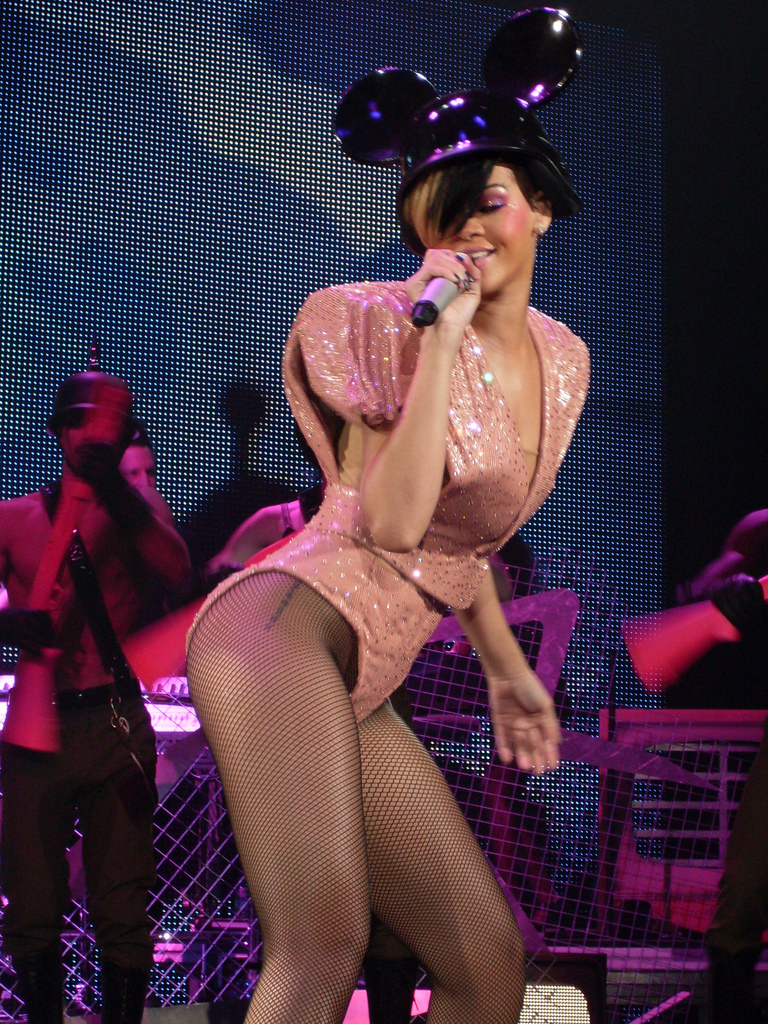
Rihanna.

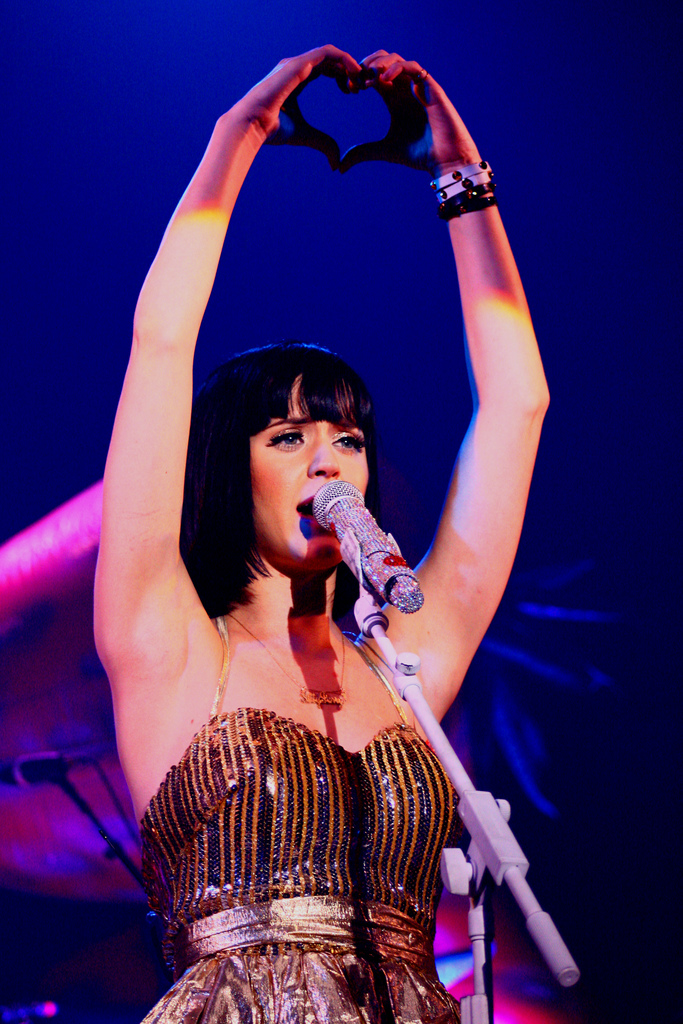
Katy Perry.

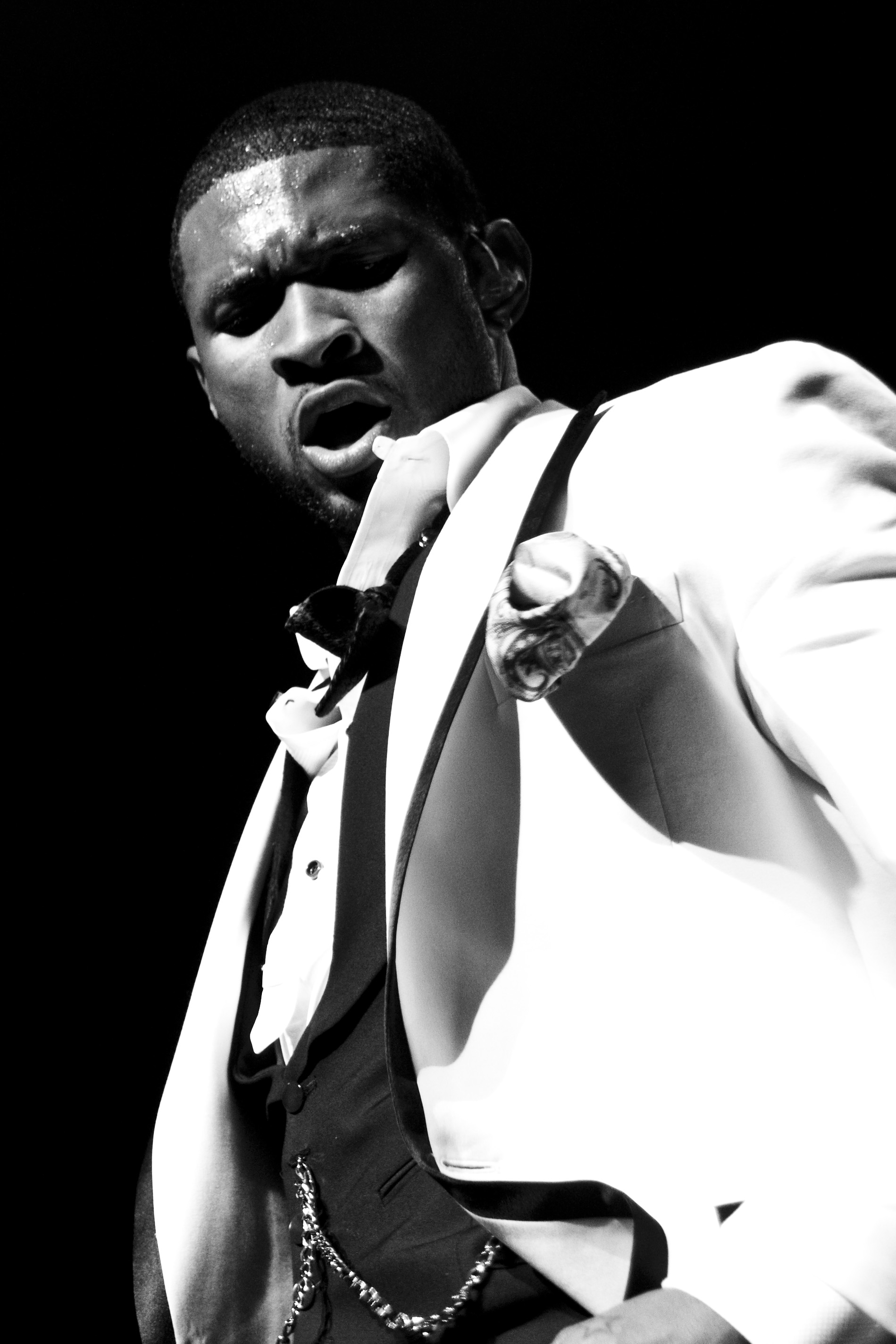
Usher.

| Datum        | Låt                        | Artist                                           | Referens |
| ------------ | -------------------------- | ------------------------------------------------ | -------- |
| 2 januari    | "Tik Tok"                  | Kesha                                            | [ 1 ]    |
| 9 januari    | "Tik Tok"                  | Kesha                                            | [ 7 ]    |
| 16 januari   | "Tik Tok"                  | Kesha                                            | [ 8 ]    |
| 23 januari   | "Tik Tok"                  | Kesha                                            | [ 9 ]    |
| 30 januari   | "Tik Tok"                  | Kesha                                            | [ 10 ]   |
| 6 februari   | "Tik Tok"                  | Kesha                                            | [ 11 ]   |
| 13 februari  | "Tik Tok"                  | Kesha                                            | [ 12 ]   |
| 20 februari  | "Tik Tok"                  | Kesha                                            | [ 13 ]   |
| 27 februari  | "Tik Tok"                  | Kesha                                            | [ 14 ]   |
| 6 mars       | "Imma Be"                  | The Black Eyed Peas                              | [ 15 ]   |
| 13 mars      | "Imma Be"                  | The Black Eyed Peas                              | [ 16 ]   |
| 20 mars      | "Break Your Heart"         | Taio Cruz featuring Ludacris                     | [ 2 ]    |
| 27 mars      | "Rude Boy"                 | Rihanna                                          | [ 17 ]   |
| 3 april      | "Rude Boy"                 | Rihanna                                          | [ 18 ]   |
| 10 april     | "Rude Boy"                 | Rihanna                                          | [ 19 ]   |
| 17 april     | "Rude Boy"                 | Rihanna                                          | [ 20 ]   |
| 24 april     | "Rude Boy"                 | Rihanna                                          | [ 21 ]   |
| 1 maj        | "Nothin' on You"           | B.o.B featuring Bruno Mars                       | [ 3 ]    |
| 8 maj        | "Nothin' on You"           | B.o.B featuring Bruno Mars                       | [ 22 ]   |
| 15 maj       | "OMG"                      | Usher featuring will.i.am                        | [ 6 ]    |
| 22 maj       | "Not Afraid"               | Eminem                                           | [ 23 ]   |
| 29 maj       | "OMG"                      | Usher featuring will.i.am                        | [ 24 ]   |
| 5 juni       | "OMG"                      | Usher featuring will.i.am                        | [ 25 ]   |
| 12 juni      | "OMG"                      | Usher featuring will.i.am                        | [ 26 ]   |
| 19 juni      | "California Gurls"         | Katy Perry featuring Snoop Dogg                  | [ 27 ]   |
| 26 juni      | "California Gurls"         | Katy Perry featuring Snoop Dogg                  | [ 28 ]   |
| 3 juli       | "California Gurls"         | Katy Perry featuring Snoop Dogg                  | [ 29 ]   |
| 10 juli      | "California Gurls"         | Katy Perry featuring Snoop Dogg                  | [ 30 ]   |
| 17 juli      | "California Gurls"         | Katy Perry featuring Snoop Dogg                  | [ 31 ]   |
| 24 juli      | "California Gurls"         | Katy Perry featuring Snoop Dogg                  | [ 32 ]   |
| 31 juli      | "Love the Way You Lie"     | Eminem featuring Rihanna                         | [ 33 ]   |
| 7 augusti    | "Love the Way You Lie"     | Eminem featuring Rihanna                         | [ 34 ]   |
| 14 augusti   | "Love the Way You Lie"     | Eminem featuring Rihanna                         | [ 35 ]   |
| 21 augusti   | "Love the Way You Lie"     | Eminem featuring Rihanna                         | [ 36 ]   |
| 28 augusti   | "Love the Way You Lie"     | Eminem featuring Rihanna                         | [ 37 ]   |
| 4 september  | "Love the Way You Lie"     | Eminem featuring Rihanna                         | [ 38 ]   |
| 11 september | "Love the Way You Lie"     | Eminem featuring Rihanna                         | [ 39 ]   |
| 18 september | "Teenage Dream"            | Katy Perry                                       | [ 40 ]   |
| 25 september | "Teenage Dream"            | Katy Perry                                       | [ 41 ]   |
| October 2    | "Just the Way You Are"     | Bruno Mars                                       | [ 42 ]   |
| 9 oktober    | "Just the Way You Are"     | Bruno Mars                                       | [ 43 ]   |
| 16 oktober   | "Just the Way You Are"     | Bruno Mars                                       | [ 44 ]   |
| 23 oktober   | "Just the Way You Are"     | Bruno Mars                                       | [ 45 ]   |
| 30 oktober   | "Like a G6"                | Far East Movement featuring The Cataracs och Dev | [ 4 ]    |
| 6 november   | "Like a G6"                | Far East Movement featuring The Cataracs och Dev | [ 46 ]   |
| 13 november  | "We R Who We R"            | Kesha                                            | [ 47 ]   |
| 20 november  | "What's My Name?"          | Rihanna featuring Drake                          | [ 5 ]    |
| 27 november  | "Like a G6"                | Far East Movement featuring The Cataracs and Dev | [ 48 ]   |
| 4 december   | "Only Girl (In the World)" | Rihanna                                          | [ 49 ]   |
| 11 december  | "Raise Your Glass"         | Pink                                             | [ 50 ]   |
| 18 december  | "Firework"                 | Katy Perry                                       | [ 51 ]   |
| 25 december  | "Firework"                 | Katy Perry                                       | [ 52 ]   |

### Fotnoter
1. 1 2  Pietroluongo, Silvio (23 december 2009). ”Ke$ha Clocks Her First Hot 100 No. 1”. Billboard (Nielsen Business Media, Inc). http://www.billboard.biz/bbbiz/content_display/industry/e3idbd92851d6a66e359536d7ce940be00b. Läst 23 december 2009.
2. 1 2  Pietroluongo, Silvio (10 mars 2010). ”Taio Cruz Cruises To Record No. 1 Jump on Hot 100”. Billboard (Nielsen Business Media, Inc). http://www.billboard.com/#/news/taio-cruz-cruises-to-record-no-1-jump-on-1004073851.story. Läst 10 mars 2010.
3. 1 2  Pietroluongo, Silvio (21 april 2010). ”Atlanta Rapper B.o.B To Top Hot 100”. Billboard (Nielsen Business Media, Inc). http://www.billboard.biz/bbbiz/content_display/industry/e3i4062457efae56fa3097b4dddbcb6542f. Läst 21 april 2010.
4. 1 2  Pietroluongo, Silvio (20 oktober 2010). ”Far East Movement Tops Hot 100 with 'Like a G6”. Billboard (Nielson Business Media, Inc). http://www.billboard.com/#/news/far-east-movement-tops-hot-100-with-like-1004123328.story. Läst 21 oktober 2010.
5. 1 2  Pietroluongo, Silvio (10 november 2010). ”Rihanna's 'What's My Name?' Rockets to No. 1 on Hot 100”. Billboard (Nielson Business Media, Inc). http://www.billboard.com/#/news/rihanna-s-what-s-my-name-rockets-to-no-1-1004125986.story. Läst 10 november 2010.
6. 1 2  Pietroluongo, Silvio (5 maj 2010). ”OMG: Usher Hits No. 1”. Billboard (Nielsen Business Media, Inc). http://www.billboard.com/#/news/omg-usher-hits-no-1-1004088685.story. Läst 5 maj 2010.
7. ↑  Pietroluongo, Silvio (31 december 2009). ”Ke$ha Controls Hot 100 Summit For A Second Week”. Billboard (Nielsen Business Media, Inc). Arkiverad från originalet den 25 maj 2012. https://archive.today/20120525145230/http://www.billboard.biz/bbbiz/content_display/industry/e3ib109e311f1631c0c53e32e38fdbb5e4f. Läst 31 december 2009.
8. ↑  Pietroluongo, Silvio (7 januari 2010). ”Ke$ha's 'TiK ToK' Won't Stop On Hot 100”. Billboard (Nielsen Business Media, Inc). http://www.billboard.com/#/news/ke-ha-s-tik-tok-won-t-stop-on-hot-100-1004057389.story. Läst 6 januari 2010.
9. ↑  Pietroluongo, Silvio (13 januari 2010). ”Ke$ha Holds On Hot 100; Doubles Down On Digital Songs”. Billboard (Nielsen Business Media, Inc). http://www.billboard.com/#/news/ke-ha-holds-on-hot-100-doubles-down-on-digital-1004058984.story. Läst 13 januari 2010.
10. ↑  Pietroluongo, Silvio (21 januari 2010). ”Ke$ha's Time Isn't Up on Hot 100; Train Rolls Into Top 10”. Billboard (Nielsen Business Media, Inc). http://www.billboard.com/#/news/ke-ha-s-time-isn-t-up-on-hot-100-train-rolls-1004060794.story. Läst 21 januari 2010.
11. ↑  Pietroluongo, Silvio (27 januari 2010). ”Taylor Swift Swipes Female Download Record; Haiti Tracks Chart”. Billboard (Nielsen Business Media, Inc). http://www.billboard.com/articles/news/959594/taylor-swift-swipes-female-download-record-haiti-tracks-chart. Läst 27 januari 2010.
12. ↑  Trust, Gary (13 februari 2010). ”'Hope For Haiti' Songs Climb Hot 100, Ke$ha Still No. 1”. Billboard (Nielsen Business Media, Inc). http://www.billboard.com/#/news/hope-for-haiti-songs-climb-hot-100-ke-ha-1004065153.story. Läst 4 februari 2010.
13. ↑  Pietroluongo, Silvio (11 februari 2010). ”Ke$ha Holds Atop Hot 100, Pink Glows with 'Glitter'”. Billboard (Nielsen Business Media, Inc). http://www.billboard.com/#/news/ke-ha-holds-atop-hot-100-pink-glows-with-1004066948.story. Läst 11 februari 2010.
14. ↑  Pietroluongo, Silvio (17 februari 2010). ”'We Are The World' Returns to the Upper Reaches of the Hot 100”. Billboard (Nielsen Business Media, Inc). http://www.billboard.com/#/news/we-are-the-world-returns-to-the-upper-reaches-1004068419.story. Läst 17 februari 2010.
15. ↑  Pietroluongo, Silvio (25 februari 2010). ”Black Eyed Peas Back On Top Of Hot 100 With 'Imma Be'”. Billboard (Nielsen Business Media, Inc). http://www.billboard.com/#/news/black-eyed-peas-back-on-top-of-hot-100-with-1004070968.story. Läst 25 februari 2010.
16. ↑  Pietroluongo, Silvio (4 mars 2010). ”Peas Persist on Hot 100 with "Imma Be"”. Billboard (Nielsen Business Media, Inc). http://www.billboard.com/#/news/peas-persist-on-hot-100-with-imma-be-1004072528.story. Läst 4 mars 2010.
17. ↑  Pietroluongo, Silvio (17 mars 2010). ”Rihanna Rules Hot 100 With 'Rude Boy' Track”. Billboard (Nielsen Business Media, Inc). http://www.billboard.com/#/news/rihanna-rules-hot-100-with-rude-boy-track-1004076296.story. Läst 17 mars 2010.
18. ↑  Pietroluongo, Silvio (25 mars 2010). ”Rihanna Remains Atop Hot 100”. Billboard (Nielsen Business Media, Inc). http://www.billboard.com/#/news/rihanna-remains-atop-hot-100-1004078368.story. Läst 25 mars 2010.
19. ↑  Pietroluongo, Silvio (1 april 2010). ”Rihanna's Hot 100 Reign Extends to Three Weeks; Train Arrives at New Peak”. Billboard (Nielsen Business Media, Inc). http://www.billboard.com/#/news/rihanna-s-hot-100-reign-extends-to-three-1004079980.story. Läst 1 april 2010.
20. ↑  Pietroluongo, Silvio (8 april 2010). ”Rihanna Streaks To A Fourth Week Atop Hot 100”. Billboard (Nielsen Business Media, Inc). http://www.billboard.com/#/news/rihanna-streaks-to-a-fourth-week-atop-hot-1004081587.story. Läst 8 april 2010.
21. ↑  Pietroluongo, Silvio (15 april 2010). ”Rihanna Refuses to Budge from Hot 100 Perch”. Billboard (Nielsen Business Media, Inc). http://www.billboard.com/news/rihanna-refuses-to-budge-from-hot-100-perch-1004083542.story. Läst 21 april 2010.
22. ↑  Pietroluongo, Silvio (29 april 2010). ”BoB Rules Hot 100, Doubles Up In Top 10”. Billboard (Nielsen Business Media, Inc). http://www.billboard.com/news/b-o-b-rules-hot-100-doubles-up-in-top-10-1004087619.story. Läst 30 april 2010.
23. ↑  Pietroluongo, Silvio (12 maj 2010). ”Eminem To Enter Hot 100 At No. 1”. Billboard (Nielsen Business Media, Inc). http://www.billboard.com/#/news/eminem-to-enter-hot-100-at-no-1-1004090374.story. Läst 12 maj 2010.
24. ↑  Pietroluongo, Silvio (20 maj 2010). ”Usher's Back Atop Hot 100; Katy Perry Comes Close With Top Debut”. Billboard (Nielsen Business Media, Inc). http://www.billboard.com/#/news/usher-s-back-atop-hot-100-katy-perry-comes-1004092761.story. Läst 20 maj 2010.
25. ↑  Pietroluongo, Silvio (27 maj 2010). ”Usher's 'OMG' Stands Pat Atop Hot 100, Miley Tames Top 10”. Billboard (Nielsen Business Media, Inc). http://www.billboard.com/#/news/usher-s-omg-stands-pat-atop-hot-100-miley-1004094203.story. Läst 27 maj 2010.
26. ↑  Pietroluongo, Silvio (3 juni 2010). ”Usher's 'OMG' Leads Hot 100 For A Fourth Week”. Billboard (Nielsen Business Media, Inc). http://www.billboard.com/#/news/usher-s-omg-leads-hot-100-for-a-fourth-week-1004095336.story. Läst 3 juni 2010.
27. ↑  Pietroluongo, Silvio (9 juni 2010). ”Katy Perry Speeds To No. 1 On Hot 100”. Billboard (Nielsen Business Media, Inc). http://www.billboard.com/#/news/katy-perry-speeds-to-no-1-on-hot-100-1004096338.story. Läst 9 juni 2010.
28. ↑  Pietroluongo, Silvio (17 juni 2010). ”Katy Perry Remains Parked At No. 1 On Hot 100”. Billboard (Nielsen Business Media, Inc). http://www.billboard.com/#/news/katy-perry-remains-parked-at-no-1-on-hot-1004098810.story. Läst 17 juni 2010.
29. ↑  Pietroluongo, Silvio (24 juni 2010). ”Katy Perry Extends Stay Atop Hot 100”. Billboard (Nielsen Business Media, Inc). http://www.billboard.com/#/news/katy-perry-extends-stay-atop-hot-100-1004100502.story. Läst 24 juni 2010.
30. ↑  Pietroluongo, Silvio (1 juli 2010). ”Katy Perry Holds Off Eminem Atop Hot 100”. Billboard (Nielsen Business Media, Inc). http://www.billboard.com/#/news/katy-perry-holds-off-eminem-atop-hot-100-1004101846.story. Läst 1 juli 2010.
31. ↑  Pietroluongo, Silvio (8 juli 2010). ”Katy Perry's 'California Gurls' Coasts to Fifth Week Atop Hot 100”. Billboard (Nielsen Business Media, Inc). http://www.billboard.com/#/news/katy-perry-s-california-gurls-coasts-to-1004102816.story. Läst 8 juli 2010.
32. ↑  Pietroluongo, Silvio (8 juli 2010). ”Katy Perry Holds Off Eminem on Hot 100”. Billboard (Nielsen Business Media, Inc). http://www.billboard.com/charts/hot-100?tag=chscr1#/news/katy-perry-holds-off-eminem-on-hot-100-1004104546.story. Läst 19 juli 2010.
33. ↑  Pietroluongo, Silvio (21 juli 2010). ”Eminem and Rihanna Replace Katy Perry Atop Hot 100”. Billboard (Nielsen Business Media, Inc). http://www.billboard.com/#/news/eminem-and-rihanna-replace-katy-perry-atop-1004105330.story. Läst 21 juli 2010.
34. ↑  Pietroluongo, Silvio (29 juli 2010). ”Eminem and Rihanna Stand Strong On Hot 100”. Billboard (Nielsen Business Media, Inc). http://www.billboard.com/news/eminem-and-rihanna-stand-strong-on-hot-100-1004106708.story. Läst 29 juli 2010.
35. ↑  Pietroluongo, Silvio (5 augusti 2010). ”Eminem and Rihanna Lie Still Atop Hot 100”. Billboard (Nielsen Business Media, Inc). http://www.billboard.com/#/news/eminem-and-rihanna-lie-still-atop-hot-100-1004107787.story. Läst 5 augusti 2010.
36. ↑  Pietroluongo, Silvio (11 augusti 2010). ”Taylor Swift Makes Sparkling Hot 100 Entrance”. Billboard (Nielsen Business Media, Inc). http://www.billboard.com/#/news/taylor-swift-makes-sparkling-hot-100-entrance-1004108563.story. Läst 11 augusti 2010.
37. ↑  Trust, Gary (19 augusti 2010). ”Eminem, Rihanna Top Hot 100 For Fifth Week”. Billboard (Nielson Business Media, Inc). http://www.billboard.com/news/eminem-rihanna-top-hot-100-for-fifth-week-1004110192.story#/news/eminem-rihanna-top-hot-100-for-fifth-week-1004110192.story. Läst 19 augusti 2010.
38. ↑  Trust, Gary (26 augusti 2010). ”Eminem, Rihanna Continue to 'Love' Life Atop Hot 100”. Billboard (Nielson Business Media, Inc). http://www.billboard.com/#/news/eminem-rihanna-continue-to-love-life-atop-1004111452.story. Läst 26 augusti 2010.
39. ↑  Pietroluongo, Silvio (2 september 2010). ”Eminem and Rihanna Still No. 1 on Hot 100, Cee Lo's 'F**k You' Debuts”. Billboard (Nielson Business Media, Inc). http://www.billboard.com/#/news/eminem-and-rihanna-still-no-1-on-hot-100-1004112599.story. Läst 2 september 2010.
40. ↑  Pietroluongo, Silvio (8 september 2010). ”Katy Perry's 'Teenage Dream' Dethrones Eminem on Hot 100”. Billboard (Nielson Business Media, Inc). http://www.billboard.com/#/news/katy-perry-s-teenage-dream-dethrones-eminem-1004113300.story. Läst 8 september 2010.
41. ↑  Pietroluongo, Silvio (16 september 2010). ”Perry's 'Dream' Persists Atop Hot 100, But Mars Is on the Horizon”. Billboard (Nielson Business Media, Inc). http://www.billboard.com/#/news/perry-s-dream-persists-atop-hot-100-but-1004115008.story. Läst 16 september 2010.
42. ↑  Pietroluongo, Silvio (22 september 2010). ”Bruno Mars Lands Atop Hot 100, Rihanna Roars Into Top 10”. Billboard (Nielsen Business Media, Inc). http://www.billboard.com/news/bruno-mars-lands-atop-hot-100-rihanna-roars-1004115901.story. Läst 22 september 2010.
43. ↑  Caulfield, Keith (30 september 2010). ”Bruno Mars Stays Atop Hot 100, 'Glee' Premieres with Five Tracks”. Billboard (Nielson Business Media, Inc). http://www.billboard.com/news/bruno-mars-stays-atop-hot-100-glee-premieres-1004117938.story#/news/bruno-mars-stays-atop-hot-100-glee-premieres-1004117938.story. Läst 30 september 2010.
44. ↑  Pietroluongo, Silvio (7 oktober 2010). ”Bruno Mars Makes It Three Weeks Atop Hot 100”. Billboard (Nielson Business Media, Inc). http://www.billboard.com/#/news/bruno-mars-makes-it-three-weeks-atop-hot-1004119736.story. Läst 7 oktober 2010.
45. ↑  Caulfield, Keith (14 oktober 2010). ”Chart Moves: 'Glee,' Mavis Staples, Stephen Colbert, 'Social Network,' Pink”. Nielsen Business Media, Inc. http://www.billboard.biz/bbbiz/content_display/industry/e3id48ea20039ae74bdfcc9ebf4439e73c1. Läst 14 oktober 2010.
46. ↑  Caulfield, Keith (28 oktober 2010). ”Chart Moves: Susan Boyle, Willow Smith, Taylor Swift, Bo Burnham, Cee Lo”. Nielsen Business Media, Inc. http://www.billboard.biz/bbbiz/content_display/genre/e3ifa81d8937706f99fbd198110deb7f7d3. Läst 28 oktober 2010.
47. ↑  Pietroluongo, Silvio (3 november 2010). ”Ke$ha To Crash Hot 100 At No. 1”. Billboard (Nielson Business Media, Inc). http://www.billboard.biz/bbbiz/content_display/industry/e3i5094e406e415c280fdbbe972335988da. Läst 3 november 2010.
48. ↑  Pietroluongo, Silvio (18 november 2010). ”Chart Moves: Far East Movement, "Glee," Susan Boyle, Josh Groban”. Billboard (Nielson Business Media, Inc). http://www.billboard.biz/bbbiz/content_display/industry/e3i3b8c335aabd06374e41aa285cbcda763. Läst 18 november 2010.
49. ↑  Pietroluongo, Silvio (25 november 2010). ”Rihanna's 'Only Girl' Rebounds to No. 1 on Hot 100”. Billboard (Nielson Business Media, Inc). http://www.billboard.com/#/news/rihanna-s-only-girl-rebounds-to-no-1-on-1004130511.story. Läst 25 november 2010.
50. ↑  Pietroluongo, Silvio (1 december 2010). ”Pink's 'Glass' Rises to No. 1 On Hot 100”. Billboard (Nielson Business Media, Inc). http://www.billboard.com/#/news/pink-s-glass-rises-to-no-1-on-hot-100-1004132800.story. Läst 1 december 2010.
51. ↑  Pietroluongo, Silvio (8 december 2010). ”Katy Perry's 'Firework' Shines Over Hot 100”. Billboard (Nielson Business Media, Inc). http://www.billboard.com/news/katy-perry-s-firework-shines-over-hot-100-1004133974.story. Läst 8 december 2010.
52. ↑  ”Hot 100: Week of December 25, 2010 (Biggest Jump)”. Billboard. Prometheus Global Media. http://www.billboard.com/charts/hot-100?chartDate=2010-12-25&order=position. Läst 16 december 2016.